# Nepali TV
Nepali TV ist ein nepalesischer Fernsehsender mit Sitz in London. Als „erster nepalesischer Sender außerhalb Nepals“ zielt er vor allem auf im Ausland lebende Nepalesen und enthält sowohl Nachrichten als auch Filme und Kultursendungen aus Nepal. Gesendet wird sowohl auf Nepali als auch auf Englisch. Er ist europaweit über Eutelsat 10A zu empfangen.